# Sámal Johansen
Sámal Johansen, född 31 oktober 1899 i Haldórsvík på Färöarna, död 11 mars 1991, var en färöisk lärare och författare. Han är far till Marita Petersen.
Mellan 1928 och 1931 var Sámal Johansen, tillsammans med Samuel Jacob Sesanus Olsen, redaktör för barntidningen, Barnablaðnum. Sámal Johansen mottog Färöarnas litteraturpris (på färöiska Mentanarvirðisløn M. A. Jacobsens) 1975 för boken Á bygd fyrst í tjúgundu øld.